# Leptarctia occidentalis
Leptarctia occidentalis är en fjärilsart som beskrevs av French 1889. Leptarctia occidentalis ingår i släktet Leptarctia och familjen björnspinnare. Inga underarter finns listade i Catalogue of Life.